# Lee Ho
Lee Ho, né le 22 octobre 1984 à Hanja (Corée du Sud), est un footballeur sud-coréen. Il joue au poste de milieu de terrain avec l'équipe de Corée du Sud et le  club du Ulsan Hyundai. 

## Carrière
Lee Ho commence sa carrière dans son pays natal au Ulsan Hyundai Horang'I avec lequel il décroche le titre de champion de Corée du Sud en 2005. L'année suivante, il est avec Kim Dong-Jin dans les valises de Dick Advocaat qui part au Zénith Saint-Pétersbourg. Les deux Sud-coréens débarquent en Russie où ils évoluent toujours. Le 14 mai 2008 il remporte avec son club la Coupe de l'UEFA, bien qu'il n'ai pas disputé le match. 

### En équipe nationale
Il a eu sa première cape le 12 octobre 2005 à l'occasion d'un match contre l'équipe d'Iran.
Il participe à la coupe du monde 2006 avec l'équipe de Corée du Sud et y a joué trois matchs.

## Palmarès
- Coupe de l'UEFA :
  - Vainqueur : 2008 (Zénith Saint-Pétersbourg)
- Supercoupe de l'UEFA :
  - Vainqueur : 2008 (Zénith Saint-Pétersbourg)
- Ligue des champions de l'AFC :
  - Vainqueur : 2012 (Ulsan Hyundai)
- Champion de Corée du Sud :
  - Champion: 2005 (Ulsan Hyundai)
- Championnat de Russie :
  - Champion: 2007 (Zénith Saint-Pétersbourg)
- Supercoupe de Russie :
  - Vainqueur : 2008 (Zénith Saint-Pétersbourg)